# Berberian Sound Studio
Berberian Sound Studio es una película de terror británica de 2012. Es el segundo largometraje del director y guionista británico Peter Strickland. La película, protagonizada por Toby Jones, se desarrolla en un estudio de cine de terror italiano de la década de los 70.
La película fue lanzada en el Reino Unido el 31 de agosto de 2012 por Artificial Eye.

## Argumento
El ingeniero en sonido británico Gilderoy (Toby Jones) llega al estudio de cine berberiano en Italia para trabajar en lo que él cree que es una película sobre caballos. Durante una reunión surrealista con Francesco (Cosimo Fusco), el productor de la película, Gilderoy se sorprende al descubrir que la película es en realidad una película de giallo italiana, titulada The Equestrian Vortex. Así, comienza a trabajar en el estudio haciendo el Efecto de sala, usando verduras para crear efectos de sonido para las secuencias de tortura, que son cada vez más sangrientas en la película, y mezclando las voces de Silvia (Fatma Mohamed) y Claudia (Eugenia Caruso), las actrices principales de la cinta.
A medida que pasa el tiempo, Gilderoy comienza a extrañar a su madre, a quien dejó sola en casa en el Reino Unido. Sus colegas comienzan a ser cada vez más groseros, y las secuencias de terror se vuelven aún más impactantes, pero Santini (Antonio Mancino), el director, se niega a admitir que están trabajando en una película de terror. Después de un largo y burocrático proceso por el que tuvo que pasar Gilderoy para que el estudio le reembolse su boleto de avión con el que llegó a Italia, finalmente no se pudo realizar porque este no existía.
La trama, de aquí en adelante, se vuelve cada vez más errática. Gilderoy oye y ve cosas por las noches. Descubre que Silvia, la actriz del doblaje, fue acosada por Santini. Ella sale corriendo, destruyendo gran parte de su trabajo, obligando a Gilderoy a volver a grabar el diálogo con una nueva actriz, Elisa (Chiara D'Anna). A medida que las secuencias de grabación de Silvia son revisadas nuevamente, y la tensión crece entre Gilderoy y los demás, los límites entre el thriller giallo empapado en sangre y la vida real comienzan a mezclarse. Gilderoy se imagina que él mismo está en una película sobre su vida. De repente, habla con fluidez el italiano y esta cada vez más distante y vicioso. Después de que él y Francesco torturan a Elisa durante una sesión de grabación, ella se va, dejando que la historia se repita una vez más, y Gilderoy termina contemplando el monstruo en el que se ha convertido.

## Reparto
- Toby Jones como Gilderoy.
- Cosimo Fusco como Francesco.
- Tonia Sotiropoulou como Elena.
- Susanna Cappellaro como Veronica.
- Katalin Ladik como ella misma.
- Antonio Mancino como Giancarlo Santini.
- Fatma Mohamed como Silvia y Teresa.
- Chiara D'Anna como Elisa y Teresa.
- Eugenia Caruso como Claudia y Monica (gritos).
- Suzy Kendall como la madre de Gilderoy.

## Antecedentes
Strickland hizo una versión en 2005 como cortometraje titulado Katalin Varga, en 2006, antes de trabajar en este, su primer largometraje. Dijo que con la cinta, quería "hacer una película donde todo lo que generalmente está oculto en el cine, la mecánica de la película, se hiciera visible. Berberian gira con esto sobre su cabeza. Aquí, la película está fuera de la vista, y solo se ve la mecánica detrás de ella".

## Recepción
Berberian Sound Studio se estrenó el 28 de junio de 2012 en el Festival Internacional de Cine de Edimburgo, donde The Daily Telegraph la describió como la "película más destacada". Fue presentado en el Festival de Cine FrightFest de Londres en agosto de 2012. Peter Bradshaw de The Guardian describió la película como "seriamente rara y muy buena" y dijo que marca el surgimiento de Strickland como "una película británica clave, fabricante de su generación".
El sitio web de reseñas Rotten Tomatoes le dio a la película una puntuación del 85% basado en 98 reseñas, con una calificación promedio de 7.22/10. El consenso crítico afirmó que "Con Berberian Sound Studio, el director Peter Strickland reúne un tributo espeluznante y retorcido a las películas de terror italianas Giallo de los años 70, que se beneficia por una fuerte actuación central de Toby Jones". Metacritic otorgó una calificación promedio ponderada de 80, según las críticas de 22 usuarios, lo que significa "reviews mayormente favorables".
La revista de cine Sight & Sound incluyó la película en el número 5 en su lista de las mejores películas de 2012. La película empató con A Royal Affair de Mark Kermode como la mejor película del año. La película ganó el 2012 en el British Independent Film Awards los premios a Mejor director, Mejor actor, Mejor logro técnico (sonido) y Mejor logro en producción. En 2013, la película obtuvo el Premio a la Mejor Película Internacional en el Buenos Aires Festival Internacional de Cine Independiente.

## Lanzamiento en video
Berberian Sound Studio fue lanzado en DVD en el Reino Unido por Artificial Eye el 31 de diciembre de 2012. La British Board of Film Classification (BBFC) le otorgó un certificado 15.

## Adaptación al teatro
El guion fue adaptado para el teatro por Joel Horwood y Tom Scutt, exhibiéndose por primera vez en el Donmar Warehouse de Londres en 2019.

## Premios y nominaciones
| Premio                                                    | Categoría                                      | Nominado                               | Resultado | Ref(s) |
| --------------------------------------------------------- | ---------------------------------------------- | -------------------------------------- | --------- | ------ |
| British Independent Film Awards                           | Mejor Película Independiente Británica         | Berberian Sound Studio                 | Nominado  | [ 10 ] |
| British Independent Film Awards                           | Mejor Director                                 | Peter Strickland                       | Ganador   | [ 10 ] |
| British Independent Film Awards                           | Mejor Actor                                    | Toby Jones                             | Ganador   | [ 10 ] |
| British Independent Film Awards                           | Mejor Guion                                    | Peter Strickland                       | Nominado  | [ 10 ] |
| British Independent Film Awards                           | Mejor Logro en Producción                      | Berberian Sound Studio                 | Ganador   | [ 10 ] |
| British Independent Film Awards                           | Mejor Logro Técnico (Diseño de Sonido)         | Joakim Sundström Stevie Haywood        | Ganador   | [ 10 ] |
| British Independent Film Awards                           | Mejor Logro Técnico (Fotografía)               | Nicholas D. Knowland                   | Nominado  | [ 10 ] |
| Buenos Aires Festival Internacional de Cine Independiente | Mejor Película                                 | Peter Strickland                       | Ganador   | [ 11 ] |
| Buenos Aires Festival Internacional de Cine Independiente | Mejor Fotografía                               | Nicholas D. Knowland                   | Ganador   | [ 11 ] |
| Chlotrudis Awards                                         | Mejor Actor                                    | Toby Jones                             | Nominado  | [ 13 ] |
| Chlotrudis Awards                                         | Mejor Diseño de Producción                     | Jennifer Kernke                        | Nominado  | [ 13 ] |
| Festival Internacional de Cine de Edimburgo               | Mejor Película Británica                       | Peter Strickland                       | Nominado  | [ 4 ]  |
| Evening Standard British Film Awards                      | Mejor Película                                 | Berberian Sound Studio                 | Nominado  | [ 14 ] |
| Evening Standard British Film Awards                      | Mejor Actor                                    | Toby Jones                             | Ganador   | [ 14 ] |
| Fangoria Chainsaw Awards                                  | Mejor Actor                                    | Toby Jones                             | Nominado  | [ 15 ] |
| Fangoria Chainsaw Awards                                  | Mejor Banda Sonora                             | Broadcast                              | Nominado  | [ 15 ] |
| Fangoria Chainsaw Awards                                  | Mejor Película de estreno limitado             | Berberian Sound Studio                 | Nominado  | [ 15 ] |
| Fantasporto                                               | Mejor Actor                                    | Toby Jones                             | Ganador   | [ 16 ] |
| Gérardmer Film Festival                                   | Premio Especial del Jurado                     | Peter Strickland                       | Ganador   | [ 14 ] |
| Gérardmer Film Festival                                   | Premio de la Crítica                           | Peter Strickland                       | Ganador   | [ 14 ] |
| International Cinephile Society Awards                    | Mejor Película no realizada en 2012            | Berberian Sound Studio                 | Ganador   | [ 14 ] |
| International Online Cinema Awards                        | Mejor Mezcla de Sonido                         | Doug Cooper Markus Moll Stevie Haywood | Nominado  | [ 14 ] |
| International Online Cinema Awards                        | Mejor Edición de Sonido                        | Joakim Sundström                       | Nominado  | [ 14 ] |
| Miskolc International Film Festival                       | Premio Adolph Zukor                            | Peter Strickland                       | Ganador   | [ 14 ] |
| Festival Internacional de Cine de Locarno                 | Premio del Jurado Junior                       | Peter Strickland                       | Ganador   | [ 17 ] |
| Festival Internacional de Cine de Locarno                 | Premio Golden Leopard                          | Peter Strickland                       | Nominado  | [ 17 ] |
| London Critics Circle Film Awards                         | Película Británica del Año                     | Berberian Sound Studio                 | Ganador   | [ 18 ] |
| London Critics Circle Film Awards                         | Actor Británico del Año                        | Toby Jones                             | Ganador   | [ 18 ] |
| London Critics Circle Film Awards                         | Mejor Logro Técnico del Año (Diseño de Sonido) | Joakim Sundström Stevie Haywood        | Nominado  | [ 18 ] |
| Festival de Cine de Sitges                                | Mejor Película                                 | Peter Strickland                       | Nominado  | [ 19 ] |
| Festival de Cine de Sitges                                | Premio de la Crítica                           | Peter Strickland                       | Ganador   | [ 19 ] |